# Lamproptera curius
Lamproptera curius is een vlinder uit de familie van de pages (Papilionidae). De wetenschappelijke naam werd gepubliceerd in 1787 door Johann Christian Fabricius.